# Stadl-Predlitz
Stadl-Predlitz est une commune située dans le district de Murau, en Styrie,, au sud de l'Autriche. Elle résulte de la fusion des communes de Stadl an der Mur et Predlitz-Turrach au 1er janvier 2015.

## Géographie
Stadl-Predlitz est située au cœur des montagnes de la Styrie, dans une région connue pour ses paysages pittoresques et ses nombreuses possibilités de randonnées. La commune bénéficie d'un environnement naturel riche, avec des forêts et des montagnes qui attirent de nombreux amateurs de nature et de randonnée.

## Histoire
La commune de Stadl-Predlitz a été créée par la fusion, en 2015, des anciennes communes de Stadl an der Mur et Predlitz-Turrach. Cette fusion fait partie d'une réforme administrative en Autriche visant à réduire le nombre de communes dans certaines régions du pays.

## Économie et vie locale
L'économie de Stadl-Predlitz repose principalement sur le tourisme, notamment grâce aux montagnes et aux sentiers de randonnée. La commune offre également plusieurs services municipaux et organise des événements locaux tout au long de l'année.

## Culture et événements
Stadl-Predlitz est également un lieu de traditions culturelles, avec des festivals locaux et des événements qui célèbrent les coutumes de la région. Les habitants et les visiteurs peuvent participer à des événements en lien avec la musique, la gastronomie et les traditions autrichiennes.